# Davanita
La davanita és un mineral de la classe dels silicats, que pertany al grup de la dalyita. Rep el nom del rierol Davan (Rússia), la seva localitat tipus.

## Característiques
La davanita és un silicat de fórmula química K₂TiSi₆O₁₅. Cristal·litza en el sistema triclínic. La seva duresa a l'escala de Mohs és 5.
Segons la classificació de Nickel-Strunz, la davanita pertany a «09.EA: Fil·losilicats, amb xarxes senzilles de tetraedres amb 4-, 5-, (6-), i 8-enllaços» juntament amb els següents minerals: cuprorivaïta, gil·lespita, effenbergerita, wesselsita, ekanita, apofil·lita-(KF), apofil·lita-(KOH), apofil·lita-(NaF), magadiïta, dalyita, sazhinita-(Ce), sazhinita-(La), okenita, nekoïta, cavansita, pentagonita, penkvilksita, tumchaïta, nabesita, ajoïta, zeravshanita, bussyita-(Ce) i plumbofil·lita.

## Formació i jaciments
Va ser descoberta al rierol Davan, a la confluència dels rius Chara i Tokko, a Sakhà (Districte Federal de l'Extrem Orient, Rússia). També ha estat descrita a Smoky Butte, al comtat de Garfield (Montana, Estats Units). Aquests dos indrets són els únics de tot el planeta on ha estat descrita aquesta espècie mineral.